# Cansu Tiryaki
Cansu Tiryaki (* im 20. Jahrhundert in Edirne) ist eine türkische Fußballschiedsrichterin.
Seit 2018 steht Tiryaki auf der Liste der FIFA-Schiedsrichter und leitet internationale Fußballpartien. Sie gehört zur Gruppe der UEFA-Second-Category-Schiedsrichterinnen, der dritthöchsten Schiedsrichterinnen-Kategorie.
Bei der U-17-Europameisterschaft 2024 in Schweden pfiff Tiryaki zwei Spiele, darunter eine Partie in der Gruppenphase sowie das Halbfinale zwischen Spanien und Frankreich (6:1).
Zudem leitete und leitet Tiryaki Spiele in der Women’s Nations League, in der Qualifikation zur Women’s Champions League, in der europäischen WM-Qualifikation für die Weltmeisterschaft 2023 in Australien und Neuseeland, in der Qualifikation für die Europameisterschaft 2025 in der Schweiz sowie diverse weitere Qualifikations- und Freundschaftsspiele.
Tiryaki stammt aus Edirne und arbeitet als Lehrerin.